# Peter Frederik Rosing
Johan Peter Frederik Rosing (* 14. Dezember 1940 in Aasiaat; † 30. Mai 2011) war ein grönländischer Journalist, Intendant, Schriftsteller und Übersetzer.

## Leben
Peter Frederik Rosing war der Sohn des Politikers, Lehrers, Übersetzers und Schriftstellers Nikolaj Rosing (1912–1976) und seiner Frau Marie Ane Bodil Lynge (1911–2008). Sein jüngerer Bruder war der Politiker Hans Pavia Rosing (1948–2018). Über seine Mutter war er ein Enkel des Landesrats Niels Lynge (1880–1965). Über seinen Vater war er ein Cousin der Politikerin Benedikte Thorsteinsson (* 1950). Am 1. August 1964 heiratete er Ane Sofie Lennert (* 1944), mit der er vier Kinder hatte.
Er machte 1959 in Nuuk seinen Realschulabschluss und begann eine Lehre als Studiotechniker beim KNR und DR, die er 1963 abschloss. Er entdeckte den Journalismus für sich und begann ein Studium an der Journalisthøjskolen. 1970 kehrte er nach erfolgreichem Studienabschluss nach Grönland zurück und wurde für die Radionachrichten angestellt. Dort wurde er 1976 Chefredakteur. 1980 wurde er zum Chef des KNR ernannt, was er bis 1988 blieb. Von 1989 bis 1994 war er Informationschef bei der Regierung, danach kehrte er als Nachrichtenchefredakteur zurück und wurde 1995 Chef der Kultur- und Unterhaltungsabteilung. Zuletzt war er von 1998 bis 2001 Direktor des KNR.
Daneben war er von 1972 bis 1976 Aufsichtsratsmitglied der Grönländischen Pressevereinigung, teils als Vorsitzender. Von 1980 bis 1986 war er Mitglied des Kommunikationsausschusses des ICC. Von 1981 bis 1993 war er Aufsichtsratsmitglied des Verlags Atuakkiorfik und ab 1984 dessen Vorsitzender. Von 1989 bis 1998 war er Mitglied der Vereinigung Grönländischer Journalisten in Dänemark. 1990 wurde er Mitglied des Lions Club in Nuuk. 2000 wurde er erneut Mitglied des ICC-Kommunikationsausschusses.
Als Schriftsteller schrieb er zusammen mit Marianne Stenbæk 1999 das Jubiläumsbuch zum 40. Geburtstag des KNR, Radiormiut (deutsch Die Leute vom Radio), ein Erinnerungsbuch für seinen Onkel Ulrik (1925–1995) und 2008 eine ausführliche Biografie über Jonathan Motzfeldt. Daneben übersetzte er Bücher aus dem Dänischen ins Grönländische. Außerdem schrieb er ab 1968 Sketche und Satirebeiträge für den KNR.
Am 5. September 2003 erhielt er den Nersornaat in Silber. 2012 wurde er mit dem Frederik-Nielsen-Preis der Grönländischen Schriftstellervereinigung ausgezeichnet.
Er starb am 30. Mai 2011 im Alter von 70 Jahren nach langem Krebsleiden.